# Oswaldo Almeida
Oswaldo Barreto de Almeida ComMM (Campos dos Goytacazes, 22 de outubro de 1933) é um militar e político brasileiro. Exerceu o mandato de deputado federal constituinte em 1988.

## Biografia
Oswaldo Barreto de Almeida nasceu no município de Campos dos Goytacazes, estado do Rio de Janeiro.
Filho de Francisca Barreto de Almeida e Manuel de Almeida Ferreira, casou-se com Maria José Ribeiro Gomes de Almeida, com quem teve cinco filhos.
No ano de 1953, ingressou na carreira militar na Academia Militar das Agulhas Negras, em Resende. Além de servir a cidade de Resende (RJ) entre os anos de 1956 e 1957, Oswaldo Almeida também cursou a Escola de Educação Física do Exército, em 1958. No ano seguinte, foi transferido para 17ª Cavalaria, em Pirassununga (SP). Já em 1964, serviu o 1º Regimento de Cavalaria da Guarda e em 1966 se tornou integrante da Comissão de Desportos do Exército.
Além de sua carreira política e militar, também atuou como Agricultor, Economista e Professor de estudos de Problemas Brasileiros da Faculdade de Filosofia de Campos (RJ).
A carreira acadêmica de Oswaldo Almeida não de resumiu apenas à Escola de Educação Física do Exército. Graduado pela Faculdade de Ciências Econômicas da Universidade Cândido Mendes, também concluiu sua pós-graduação em economia, na Fundação Getulio Vargas (FGV).

## Vida Política[1]
No ano de 1986, Oswaldo Almeida foi eleito deputado federal constituinte pelo Partido Liberal (PL), com o apoio dos agricultores e plantadores de cana-de-açúcar do Norte Fluminense. Em 1990, como deputado, Almeida foi admitido pelo presidente Fernando Collor à Ordem do Mérito Militar no grau de Comendador especial.
Após o término de seu mandato, em janeiro de 1991, o então deputado não tentou a reeleição, passando a dedicar-se apenas em suas atividades como empresário rural.

## Votos a favor[1]
- Nacionalização do subsolo
- Mandado de segurança coletivo
- Pluralidade sindical
- Legalização do jogo do bicho

## Votos contra[1]
- Pena de morte
- Legalização do aborto
- Limitação do direito de propriedade
- Voto facultativo aos 16 anos
- Estatização do sistema financeiro
- Limitação dos encargos da dívida externa
- Jornada semanal de 40 horas
- Aviso prévio proporcional
- Turno ininterrupto de seis horas
- Criação de um fundo de apoio à reforma agrária